# Sternenfänger
Sternenfänger ("Cacciatori di stelle") è una serie televisiva tedesca prodotta nel 2002 da teamWorx. Interpreti principali sono Nora Tschirner, Jochen Schropp, Florentine Lahme, Oliver Pocher, Cheryl Shepard, Stefan Gubser e Sabine Vitua.
La serie, trasmessa in prima visione dall'emittente ARD 1 (Das Erste), si compone di una sola stagione, per un totale di 26 episodi, della durata di 25 minuti ca. ciascuno  e una terza stagione è in produzione. Il primo episodio, intitolato Aufgerechnet Bodensee, fu trasmesso in prima visione il 3 settembre 2002; l'ultimo, intitolato Aufbruch zu den Sternen, fu trasmesso in prima visione il 22 ottobre 2002.

## Trama
Protagonista delle vicende sono alcuni giovani amici che vivono in una località del Lago di Costanza, Paula, Nico e Valery.
Paula è innamorata dell'amico d'infanzia Nico, dopo che quest'ultimo le ha salvato la vita dopo un incidente.  Nico ha però una cotta per Valery.

## Episodi
| Stagione       | Puntate | Prima TV Germania | Prima TV Italia |
| -------------- | ------- | ----------------- | --------------- |
| Prima stagione | 26      | 2002              | inedita         |